# Waldo Machado
Waldo Machado da Silva (Niterói, 1934. szeptember 9. – Burjassot, Spanyolország, 2019. február 25.) válogatott brazil labdarúgó, edző. Az 1966–67-es spanyol bajnokság gólkirálya.

## Pályafutása

### Klubcsapatban
A Madureira korosztályos csapatában kezdte a labdarúgást, ahol 1953-ban mutatkozott be az első csapatban. 1954 és 1961 között a Fluminense labdarúgója volt. 1961 és 1970 között a spanyol Valencia csapatában szerepelt. Tagja volt az 1961–62-es és az 1962–63-as idényben vásárvárosok kupája-győztes együttesnek. Az 1966–67-es idényben a bajnokság gólkirálya 24 góllal és spanyol kupagyőztes lett a csapattal. Az 1970–71-es idényben az alicantei Hércules együttesében fejezte be az aktív labdarúgást.

### A válogatottban
1960-ban öt alkalommal szerepelt a brazil válogatottban és két gólt szerzett.

### Edzőként
1989-ben az Alzira vezetőedzője volt.

## Sikerei, díjai
Fluminense
- Carioca bajnokság
  - bajnok: 1959

 Valencia
- Spanyol bajnokság
  - gólkirály: 1966–67 (24 gól)
- Spanyol kupa (Copa del Generalísimo)
  - győztes: 1967
- Vásárvárosok kupája (VVK)
  - győztes (2): 1961–62, 1962–63
  - döntős: 1963–64